# Dryádka Sündermannova
Dryádka Sündermannova (Dryas × suendermannii) je vytrvalá rostlina, bylina, která je řazena do čeledi růžovité. Kvete od dubna do června (uváděno také od června do července ). Květ u této rostliny je považován za dekorativní a jako okrasná rostlina je druh široce pěstován. Dorůstá výšky 10 cm. Jde o křížence.

## Synonyma

### Vědecké názvy
Podle biolib.cz je pro rostlinu s označením Dryas × suendermannii používáno více rozdílných názvů, například Dryas × sundermannii.

## Použití
Pro své výrazné květy se rostlina vysazuje do skalek.

### Pěstování
Snadno se pěstuje v běžné propustné půdě. Snáší přísušky. Vhodné je stanoviště na slunci nebo v polostínu.

## Množení
Druh lze rozmnožovat semenem nebo řízky.